# Philippe Alexandre Antoine Leroy
Philippe Alexandre Antoine Leroy, dit Duverger, né le 25 septembre 1784 à La Flèche et mort le 9 janvier 1874 au château du Verger de Seiches-sur-le-Loir, est un militaire français. 

## Biographie
Enrôlé volontaire au 25e régiment de chasseurs à cheval en 1805, Leroy passa par tous les grades pour arriver à celui de maréchal de camp, fit vingt-et-une campagnes et reçut un coup de feu à la Bérézina.
Chasseur dans l'armée d'Italie, il assista au passage de l'Adige, aux affaires de Vérone, de Caldiero, du Tagliamento, de la Piave et de Vicence, aux sièges de Dantzig et de Stralsund, et comme sous-officier aux batailles de Lieberstad, d'Heidelberg et de Friedland ; il fit comme lieutenant et capitaine les campagnes de 1808 à 1812, et comme chef d'escadron celles de 1813, 1814 et 1823.
Il combattit à Dresde, à Leipzig, où il dut passer l'Elster à la nage, à Hanau avec le 2e corps, qui, déjà réduit à 1 800 hommes, y fut anéanti. Le soir on eut de la peine à réunir 25 hommes pour former la garde du maréchal Victor qui le commandait.
De 1815 à 1823 il fut employé en qualité de chef d'état-major des 12e et 14e divisions militaires, en 1823 il commandait la place de Zérès et fut nommé lieutenant-colonel.
De 1823 à 1831, il fut employé à l'état-major du ministre, au dépôt de la guerre et dans les camps d'instruction à Lunéville. Colonel le 22 février 1831, puis chef d'état major de l'armée d'Afrique, il fit partie de toutes les expéditions et fut partout cité avec éloge.
En 1836, on lui confia le commandement supérieur de Bone et il rendit de grands services à l'armée d'occupation.
Le 24 août 1838, il fut promu au grade de maréchal de camp et nommé au commandement de la division du Var.
Le général Duverger fut nommé commandeur de la Légion d'honneur en 1834.

## Source
- « Philippe Alexandre Antoine Leroy », dans Charles Mullié, Biographie des célébrités militaires des armées de terre et de mer de 1789 à 1850, 1852 [détail de l’édition]